# 許復
許復，号约疏，浙江湖州府烏程縣民籍，明朝政治人物。

## 生平
萬曆四十三年（1615年）舉乙卯科浙江鄉試，萬曆四十四年（1616年）聯捷丙辰科进士，兵部觀政，四十六年六月授官武進縣知縣。

## 家族
曾祖許鏜，尚儀、散官。祖父許岳瀛，冠带儒官。父許士元，举人。